# Feissons-sur-Isère
Feissons-sur-Isère là một xã thuộc tỉnh Savoie trong vùng Rhône-Alpes ở đông nam nước Pháp. Xã này nằm ở khu vực có độ cao từ 394-2482 mét trên mực nước biển.